# Daïra de Medroussa
La daïra de Medroussa est une circonscription administrative de la wilaya de Tiaret. Son chef lieu est la commune éponyme de Medroussa.

## Communes
- Medroussa (chef-lieu)
- Sidi Bakhti
- Mellakou